# Ruggero Pierantoni
Ruggero Pierantoni (Roma, 13 ottobre 1934 – Genova, 30 gennaio 2025) è stato un biofisico, psicologo e politico italiano, studioso di percezione acustica e visiva.

## Biografia
Fu ricercatore presso l'Istituto di Cibernetica e Biofisica del CNR e per anni venne invitato come visiting professor presso università e istituti di ricerca in Italia e all'estero. Insegnò teoria della percezione, psicologia della forma e storia dell’arte all’Accademia Ligustica di Belle Arti di Genova e in prestigiose istituzioni internazionali.
Fu docente anche presso la Facoltà di Design del Politecnico di Milano e all'Accademia di Belle Arti di Urbino.
Fu assessore alla cultura del comune di Genova dal 1997 al 2002.

## Opere
- Riconoscere e comunicare. I messaggi biologici, Bollati Boringhieri, 1977.
- L'occhio e l'idea. Fisiologia e storia della visione, Bollati Boringhieri, 1981.
- Forma fluens. Il movimento e la sua rappresentazione nella scienza, nell'arte e nella tecnica, Bollati Boringhieri, 1986 (seconda ed. ill., 2008).
- Segesta, domani, Bollati Boringhieri, 1990.
- Monologo sulle stelle: forme della luce dalle origini alle fini dei mondi antichi, Bollati Boringhieri, 1994.
- La trottola di Prometeo. Introduzione alla percezione acustica e visiva, Laterza, 1996.
- Verità a bassissima definizione. Critica e percezione del quotidiano, Einaudi, 1998.
- Vortici, atomi e sirene. Immagini e forme del pensiero esatto, Mondadori Electa, 2003.
- Terra di Genova (con Luciano Leonotti), Leonotti, 2004.
- Uno scherzo fulmineo. Cinquecento anni di fulmini dal 1929 al 1447, Archinto, 2007.
- Salto di scala. Grandezze, misure, biografie delle immagini, Bollati Boringhieri, 2012.
- Il nodo, il canestro, il pane e il filo spinato, Quodlibet, 2018.